# 387

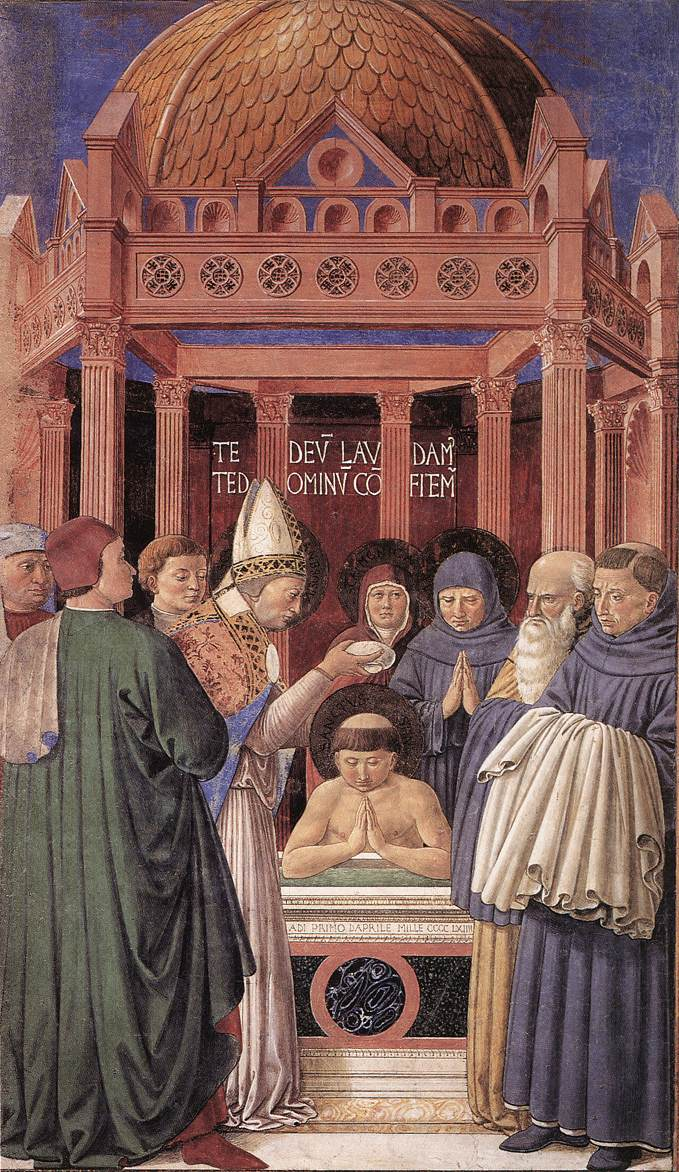
Ambrosius doopt Augustinus, door Benozzo Gozzoli (15e eeuw)

Het jaar 387 is het 87e jaar in de 4e eeuw volgens de christelijke jaartelling.

## Gebeurtenissen

### Italië
- Aanvang Romeinse burgeroorlog (387-388), Magnus Maximus valt Italië binnen. De 16-jarige Valentinianus II wordt uit Rome verjaagd. Hij vlucht met zijn moeder Iustina en zusters naar Thessaloniki (Griekenland).
- Aurelius Augustinus bekeert zich tot het christendom en wordt met Pasen in Milaan gedoopt door bisschop Ambrosius.

### Griekenland
- Theodosius I verklaart Maximus de oorlog.

### Syrië
- Keizer Theodosius I laat de belastingen verhogen. In Antiochië komt de plaatselijke bevolking in opstand. De standbeelden van de keizer(s) worden zwaar beschadigt.

### Armenië
- Verdrag van Acilisene: Koning Shapur III wordt gedwongen Armenië in twee koninkrijken (vazalstaten) te verdelen.
- Kaukasisch Albanië annexeert, met Perzische steun, een deel van het nieuwe koninkrijk.

## Overleden
- Alatheus, Ostrogotische hoofdman (hertog)
- Monica, christelijke heilige en moeder van Augustinus van Hippo